# محوطه آب شتر
محوطه آب شتر مربوط به دوران‌های تاریخی پس از اسلام است و در شهرستان‌آباده، بخش مرکزی، دهستان بیدک واقع شده و این اثر در تاریخ ۲ آبان ۱۳۸۲ با شمارهٔ ثبت ۱۰۵۰۹ به‌عنوان یکی از آثار ملی ایران به ثبت رسیده است.